# 이와누마시
이와누마시(일본어: 岩沼市)는 일본 미야기현 중동부에 있는 도시로, 아부쿠마강의 하구에 위치한다. 옛 나토리군에 해당한다.

## 지리
미야기현 남부에 위치하며 태평양과 접한다. 서쪽은 구릉지대이고, 동쪽은 평탄한 충적평야이다. 남쪽에는 아부쿠마강이 흐른다.
아부쿠마 산지에서 북쪽으로 벗어난 첫 지점이 이와누마이다. 이 때문에 아부쿠마 산지를 등지고 있는 와타리와 달리 자오산맥에서 바람이 불어 온다.

## 교통
이와누마는 긴키 지방의 나라 (헤이조쿄)와 구사쓰를 분기점으로 동쪽으로 나아가 도카이도와 도산도가 처음 만나는 지점이다. 이 때문에 교통의 요충지로 긴키 정부와 다테 가문 등 지배층에게 중시되어 중요한 거점이 되어 왔다. 지금도 태평양 연안 루트(조반선, 국도 6호선)와 내륙 루트(도호쿠 본선, 국도 4호선)가 이와누마에서 합류한다.

### 철도
- 동일본 여객철도
  - 도호쿠 본선
  - 조반선

중심 역은 이와누마역이다. 이와누마역에서 도호쿠 본선과 조반선이 분기, 합류한다.

### 도로
- 센다이 동부도로(일본어판)
- 국도 4호선
- 국도 6호선

## 역사
- 고대 - 다케코마 신사가 놓여 그 몬젠마치가 되었다.
- 센고쿠 시대부터 보신 전쟁까지 다테 가문(에도 시대에는 센다이번)의 영토였다.
- 1887년 12월 15일 - 도호쿠 본선 이와누마역이 개업하였다.
- 1889년 4월 1일 - 나토리군 이와누마정이 성립하였다.
- 1955년 4월 1일 - 구 이와누마정, 나토리군 다마우라촌, 센간촌이 합병해 이와누마정이 되었다.
- 1971년 11월 1일 - 시로 승격해 이와누마시가 되었다.
- 2011년 3월 11일 - 동일본 대지진으로 피해를 보았다.

## 인구
| 연도 | 인구   | ±%     |
| ---- | ------ | ------ |
| 1920 | 15,428 | —      |
| 1930 | 17,524 | +13.6% |
| 1940 | 18,490 | +5.5%  |
| 1950 | 25,303 | +36.8% |
| 1960 | 26,452 | +4.5%  |
| 1970 | 29,822 | +12.7% |
| 1980 | 34,910 | +17.1% |
| 1990 | 38,091 | +9.1%  |
| 2000 | 41,407 | +8.7%  |
| 2010 | 44,187 | +6.7%  |

## 자매 도시
- 일본 고치현 난코쿠시
- 일본 야마가타현 오바나자와시
- 미국 캘리포니아주 나파
- 미국 델라웨어주 도버